# パイクビル (ケンタッキー州)
パイクビル（英: Pikeville、地元の発音ではパクビル、地元では [pækvəl]）は、アメリカ合衆国ケンタッキー州パイク郡にある第4等級都市であり、同郡の郡庁所在地でもある。2010年国勢調査での人口は6,903人だった。郊外部であるコールランビレッジを足せば、人口は8,609人になる。

## 歴史
1822年3月25日、ケンタッキー州政府がラッセルフォーク川河口の下流1.5マイル (2.4 km) にリバティと呼ぶ新しい郡庁所在地を建設することを決めた。住民がその場所を認めなかったので1823年12月24日に、土地の農夫エリジャ・アドキンスが寄付した土地に郡庁舎を建てるという新たな決断をした。1824年にパイク郡が設立された後、この場所がパイク町として設立された。1829年にパイクトンと改名され、1848年にはその名前で法人化された。1850年、町名が現在のパイクビルになった。この町はハットフィールド・マッコイ騒動がおきた所であり、家父長のランドール・マッコイやその妻と娘が町を見下ろす丘に埋葬されている。
1965年、全米市民連盟がパイクビルを全米都市賞に指定した 。
1973年から1987年、中心街の直ぐ西にパイクビル・カットスルーが建設された。この大きな岩を切り開く工事では18,000,000立方ヤード (14,000,000 m3) 近い土石を動かすという、西半球でも最大級の土木工事になった。その完成により中心街での交通渋滞を緩和し、レビザフォーク川の流れを付け替えることで、洪水を予防した。
パイクビルは1990年代から東ケンタッキーの急速な開発では中心になっている。パイクビル・カレッジ（現在のパイクビル大学）が1997年にケンタッキー整骨療法カレッジとして開学された。この大学は現在、アパラチア中部としては初となる眼科学校を2016年に開設する予定である。2005年10月、中心街に7,000席の多目的東ケンタッキー展示場が開設された。パイクビル医療センターが地域の医療センターとしての地位を確立した。2013年パイクビル・コモンズと呼ぶショッピングセンターの建設が始まった。この計画は2014年秋に最初の店舗が開店し、以降順次完成する予定である。2014年新しい11階建て医院と10階建て駐車場が1億5千万米ドルを掛けて完成した。この病院はメイヨー・クリニック・ケア・ネットワークのメンバーにもなった 。

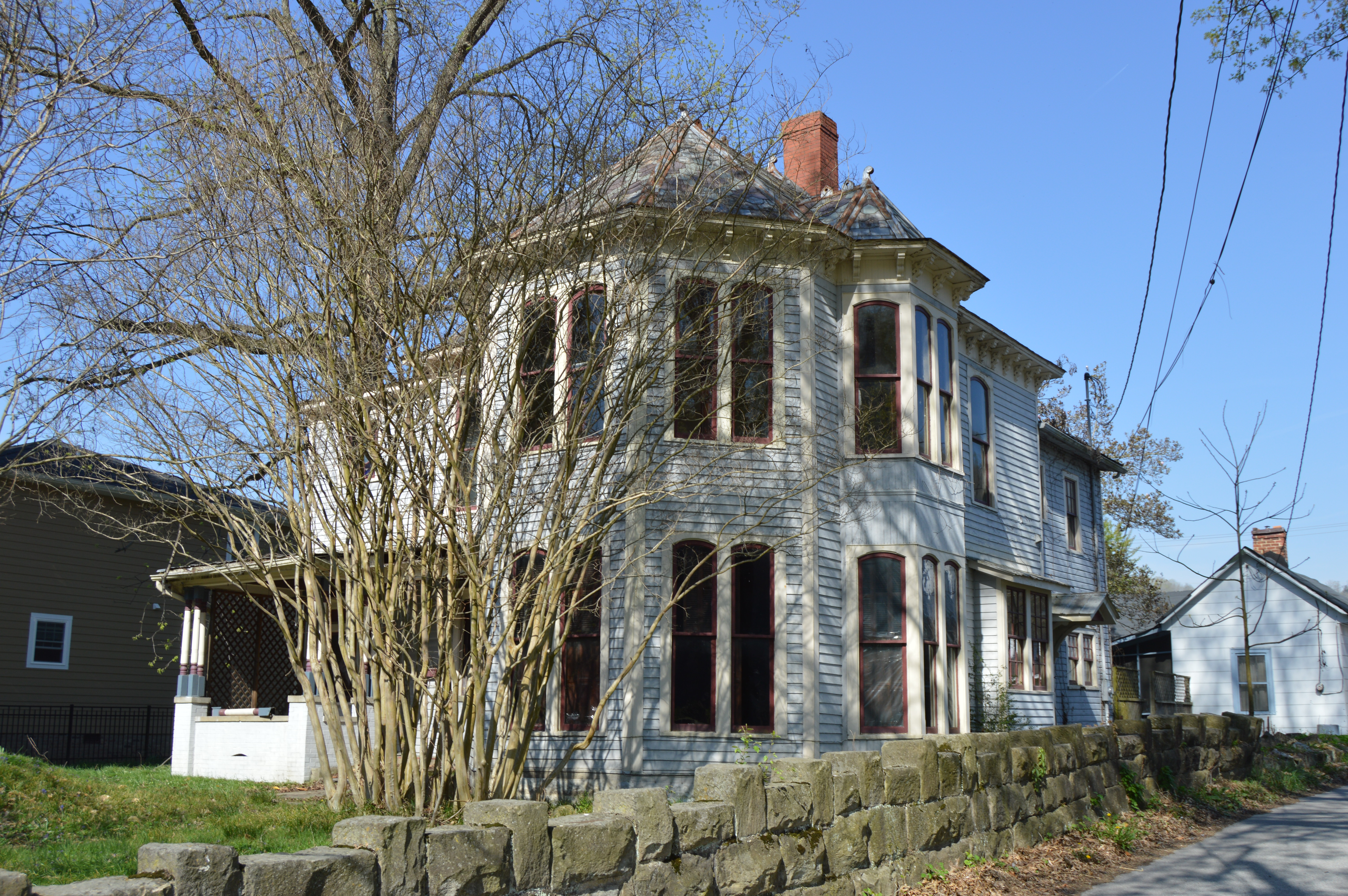
歴史あるヨーク・ハウス、1864年

## 地理
パイクビル市は北緯37度28分45秒 西経82度31分08秒 / 北緯37.47917度 西経82.51889度 (37.477094, -82.530111)に位置する。
アメリカ合衆国国勢調査局に拠れば、市域全面積は15.4平方マイル (40 km2)であり、全て陸地である。2009年3月時点で市境を郡境から0.3マイル (500 m) に設定した。このことは、以前に市域内に入っていたコールランビレッジ市に大きく影響した。
パイクビルはアパラチア山脈の中にあり、ビッグサンディ川の支流レビザフォーク川に沿っている。中心街はレビザフォーク川の屈曲部にある狭い谷に建設されており、それが1987年のパイクビル・カットスルーの完成で様相が変わった。ウェディントン・スクエア・プラザなどの場所は谷の広い場所に建設されている。

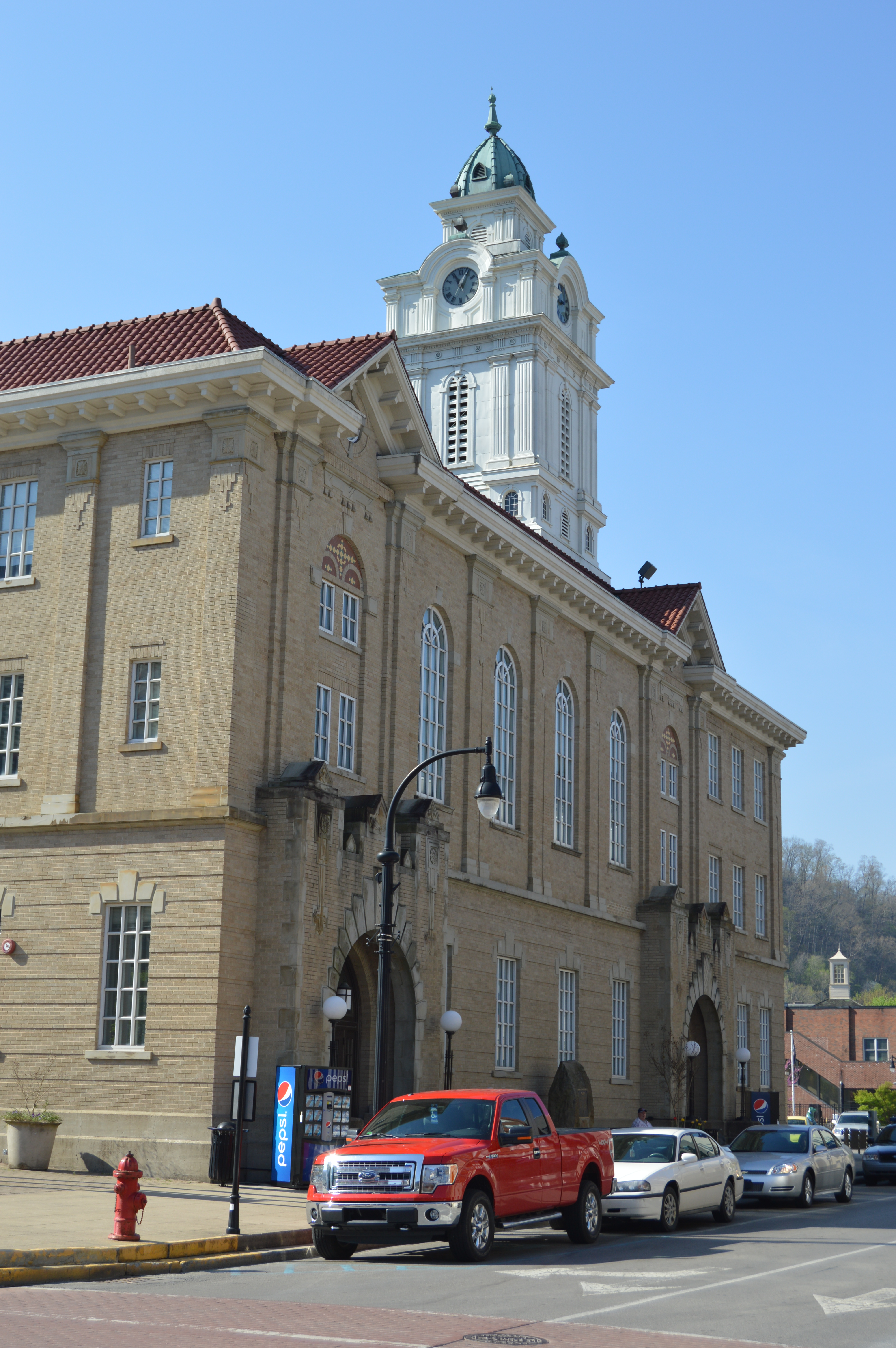
旧パイク郡庁舎

## 気候
| パイクビルの気候           | パイクビルの気候 | パイクビルの気候 | パイクビルの気候 | パイクビルの気候 | パイクビルの気候 | パイクビルの気候 | パイクビルの気候 | パイクビルの気候 | パイクビルの気候 | パイクビルの気候 | パイクビルの気候 | パイクビルの気候 | パイクビルの気候 |
| 月                         | 1月              | 2月              | 3月              | 4月              | 5月              | 6月              | 7月              | 8月              | 9月              | 10月             | 11月             | 12月             | 年               |
| -------------------------- | ---------------- | ---------------- | ---------------- | ---------------- | ---------------- | ---------------- | ---------------- | ---------------- | ---------------- | ---------------- | ---------------- | ---------------- | ---------------- |
| 最高気温記録 °F （°C）     | 82 (28)          | 93 (34)          | 90 (32)          | 96 (36)          | 99 (37)          | 104 (40)         | 105 (41)         | 107 (42)         | 104 (40)         | 98 (37)          | 88 (31)          | 82 (28)          | 107 (42)         |
| 平均最高気温 °F （°C）     | 44 (7)           | 50 (10)          | 60 (16)          | 71 (22)          | 79 (26)          | 86 (30)          | 89 (32)          | 89 (32)          | 82 (28)          | 71 (22)          | 59 (15)          | 49 (9)           | 69.1 (20.8)      |
| 平均最低気温 °F （°C）     | 24 (−4)          | 25 (−4)          | 33 (1)           | 40 (4)           | 50 (10)          | 60 (16)          | 65 (18)          | 63 (17)          | 57 (14)          | 43 (6)           | 34 (1)           | 28 (−2)          | 43.5 (6.4)       |
| 最低気温記録 °F （°C）     | −18 (−28)        | −7 (−22)         | −4 (−20)         | 21 (−6)          | 30 (−1)          | 37 (3)           | 45 (7)           | 42 (6)           | 33 (1)           | 17 (−8)          | 6 (−14)          | −10 (−23)        | −18 (−28)        |
| 降水量 inch （mm）         | 3.72 (94.5)      | 3.25 (82.6)      | 3.85 (97.8)      | 3.66 (93)        | 3.96 (100.6)     | 4.09 (103.9)     | 4.20 (106.7)     | 4.20 (106.7)     | 3.27 (83.1)      | 2.89 (73.4)      | 3.10 (78.7)      | 3.58 (90.9)      | 43.77 (1,111.8)  |
| 出典：The Weather Channel. |                  |                  |                  |                  |                  |                  |                  |                  |                  |                  |                  |                  |                  |

## 人口動態
以下は2000年国勢調査による人口統計データである。
| 基礎データ - 人口: 6,295 人 - 世帯数: 2,705 世帯 - 家族数: 1,563 家族 - 人口密度: 157.5人/km2（408.0 人/mi2） - 住居数: 2,981 軒 - 住居密度: 74.6軒/km2（193.2 軒/mi2） 人種別人口構成 - 白人: 94.58% - アフリカン・アメリカン: 2.64% - ネイティブ・アメリカン: 0.17% - アジア人: 1.25% - 太平洋諸島系: 0.05% - その他の人種: 0.25% - 混血: 1.05% - ヒスパニック・ラテン系: 1.40% 年齢別人口構成 - 18歳未満: 22.2% - 18-24歳: 12.9% - 25-44歳: 27.9% - 45-64歳: 21.5% - 65歳以上: 15.4% - 年齢の中央値: 36歳 - 性比（女性100人あたり男性の人口） - 総人口: 85.5 - 18歳以上: 78.1 | 世帯と家族（対世帯数） - 18歳未満の子供がいる: 29.7% - 結婚・同居している夫婦: 41.0% - 未婚・離婚・死別女性が世帯主: 14.5% - 非家族世帯: 42.2% - 単身世帯: 39.0% - 65歳以上の老人1人暮らし: 16.3% - 平均構成人数 - 世帯: 2.14人 - 家族: 2.88人 収入と家計 - 収入の中央値 - 世帯: 22,026米ドル - 家族: 36,792米ドル - 性別 - 男性: 42,298米ドル - 女性: 19,306米ドル - 人口1人あたり収入: 21,426米ドル - 貧困線以下 - 対人口: 25.4% - 対家族数: 21.2% - 18歳未満: 36.7% - 65歳以上: 15.8% |

## 教育

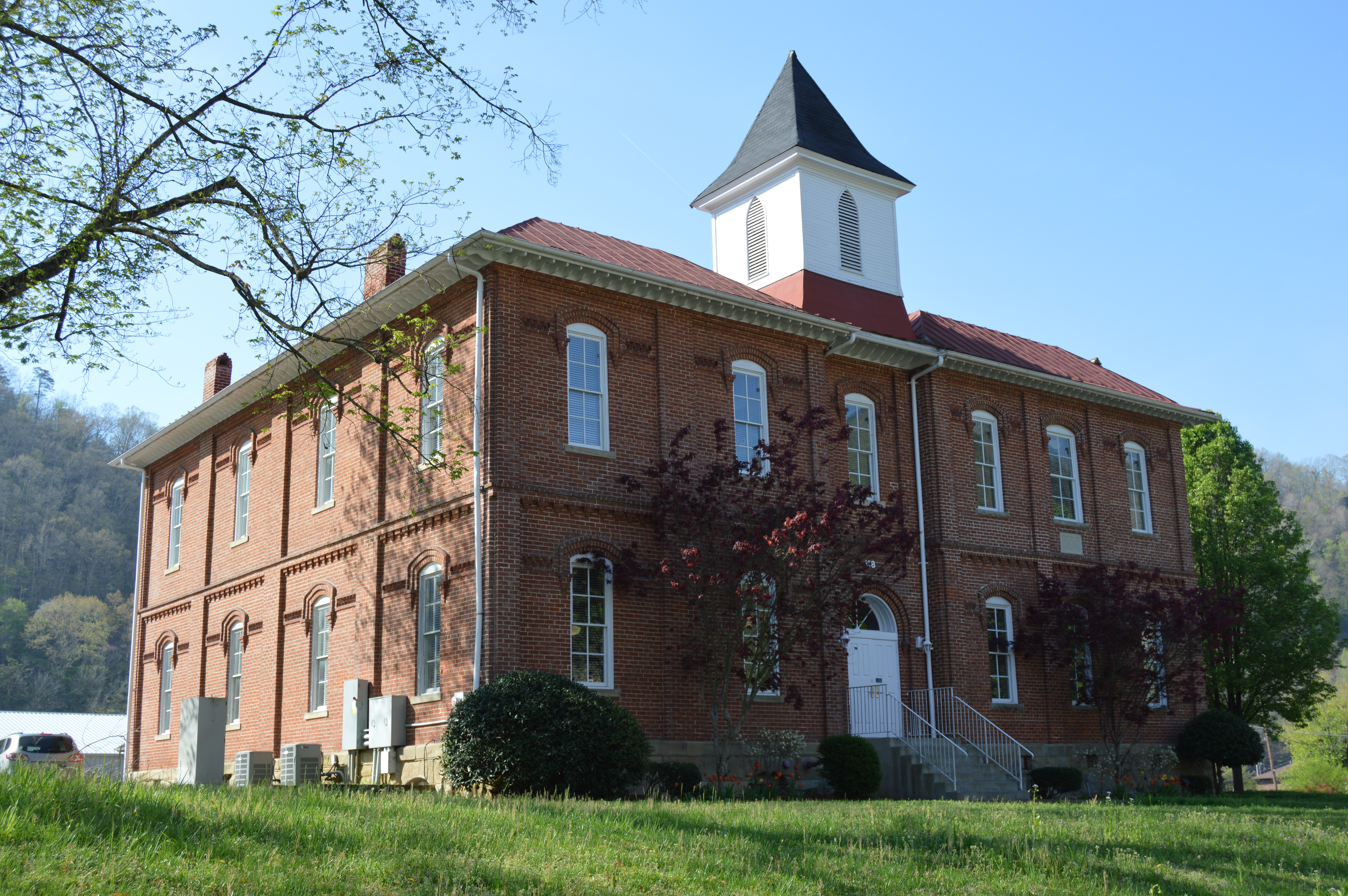
パイクビル大学の校舎

### 小学校
- パイクビル小学校
- セントフランシス・オブ・アシシ学校
- クライスト・セントラル学校
- マリンズ小学校
- ミラード小学校
- ロビンソンクリーク小学校
- ドートン小学校
- ジョンズクリーク小学校
- エルクホーンシティ小学校
- シェルビーバレー小学校

### 高校
パイクビルという郵便用住所では3つの高校があるが、市内にはパイクビル高校1校である。
- パイクビル高校 — 市内を管轄するパイクビル独立教育学区に属する
- パイク郡中央高校 — パイク郡教育学区に属する
- シェルビーバレー高校 — パイク郡教育学区に属する

### カレッジ
- パイクビル大学、私立4年制、長老派教会系列、そにカリキュラムの一部として眼科がある大学として国内最小クラスである。1996年5月にケンタッキー整骨療法カレッジとして設立され[16]、州内の医学校3校の1つになっている
- ナショナル・カレッジ
- ビッグサンディ・コミュニティ・工科カレッジ

## 文化
ヒルビリー・デイズは毎年4月半ばに、アパラチア文化を祝して開催される祭である。この祭はシュライナーズ子供病院を支援する資金集めとして始められた。1976年に始まってから成長を続け、現在では州内で2番目の規模になっている。アーティストや工芸家が作品を展示し、販売もする。全国的に知られた音楽家や地域のマウンテン・ミュージシャンが中心街にある6つのステージを使って競演する。ヒルビリーは田舎者という意味であり、ヒルビリーになりたい者達が全国から集まって粗野な服装を競う。「マウンテン・ミュージック」のファンが全米から集まり、集中的な催しに参加する。この祭は、劇団、音楽、衣装を通じて地域の文化と過去を表象している。祭の利益はシュライナーズ子供病院に寄付される。この祭はアパラチアの歴史遺産を称え、認識するために開催されているが、地域につきもののからかいの意味もある。
2005年秋、東ケンタッキー展示場が中心街に開設された。この展示場には7,000席のホールがあり、コンサートやショーなど多くの行事がある。市内にはパイクビル・コンサート協会があり、地域の文化行事を開催している。これらの行事はパイクビル大学キャンパスのブース公会堂で行われるのが通常である。
展示場は2010年秋に始まったアメリカ・バスケットボール協会に属するイーストケンタッキー・エナジーの本拠地である。2011年春にはコンティネンタル屋内フットボールリーグのケンタッキー・ドリラーズの本拠地にもなった。
2011年夏、ジェニー・ワイリー・シアター・グループが、パイクビル市と協力して、中心街に400席の屋内劇場を建設すると発表した。ジェニー・ワイリー・シアター・グループはフロイド郡の文化的象徴でなくなったためにプレストンバーグの住人からこの件を批判されている。新劇場は2014年5月開設予定である。
ハットフィールド・アンド・マッコイ・リバートレイルは2014年4月26日にレビザフォーク川沿いに開設された。ボブ・エイモス・パークには新しいジップラインの建設が2014年9月に始まる。この計画は50万米ドルを要すとされ、2014年10月の開業予定である。レキシントンのオールテックが、中心街に醸造所、観光センターを建設すると発表した。

## 姉妹都市
- 中華人民共和国, 陝西省, 安康市[22]